# Municipio de Spencer (condado de Pike)
El municipio de Spencer (en inglés: Spencer Township) es un municipio ubicado en el condado de Pike en el estado estadounidense de Misuri. En el año 2010 tenía una población de 798 habitantes y una densidad poblacional de 3,7 personas por km².

## Geografía
El municipio de Spencer se encuentra ubicado en las coordenadas 39°23′39″N 91°22′16″O / 39.39417, -91.37111. Según la Oficina del Censo de los Estados Unidos, el municipio tiene una superficie total de 215.79 km², de la cual 214,6 km² corresponden a tierra firme y (0,55 %) 1,18 km² es agua.

## Demografía
Según el censo de 2010, había 798 personas residiendo en el municipio de Spencer. La densidad de población era de 3,7 hab./km². De los 798 habitantes, el municipio de Spencer estaba compuesto por el 95,74 % blancos, el 1,5 % eran afroamericanos, el 0,5 % eran amerindios, el 0,25 % eran asiáticos y el 2,01 % eran de una mezcla de razas. Del total de la población el 2,63 % eran hispanos o latinos de cualquier raza.